# Araneus trigonophorus
Araneus trigonophorus är en spindelart som först beskrevs av Tamerlan Thorell 1887. Araneus trigonophorus ingår i släktet Araneus och familjen hjulspindlar.
Artens utbredningsområde är Myanmar. Inga underarter finns listade i Catalogue of Life.